# Jeanne d'Arc (cruzador de 1930)
O Jeanne d'Arc foi um cruzador rápido operado pela Marinha Nacional Francesa. Sua construção começou no final de agosto de 1928 na Chantiers de Penhoët em Saint-Nazaire e foi lançado ao mar em meados de fevereiro de 1930, sendo comissionado na frota francesa no início de outubro do ano seguinte. Era armado com uma bateria principal composta por oito canhões de 155 milímetros montados em quatro torres de artilharia duplas, tinha um deslocamento carregado de quase nove mil toneladas e alcançava uma velocidade máxima de 25 nós (46 quilômetros por hora).
O Jeanne d'Arc foi projetado para ser usado como um navio-escola, mas que mesmo assim pudesse ser empregado como navio de guerra caso necessário. Ele tradicionalmente realizava cruzeiros internacionais de treinamento para cadetes entre os meses de outubro e julho. A Segunda Guerra Mundial começou em 1939 e o navio imediatamente navegou para as Antilhas Francesas, escoltando comboios e patrulhando o Oceano Atlântico até voltar para casa em 1940. Em seguida evacuou ouro para o Canadá, porém a França foi derrotada na volta e o cruzador foi desviado para as Antilhas.
O navio passou a maior parte dos três anos seguintes internado em Guadalupe, fazendo apenas pequenas breves viagens e surtidas para outras possessões coloniais francesas na região com o objetivo de manter a ordem. O Jeanne d'Arc passou para o lado da França Livre em 1943 e pelo restante da guerra ficou principalmente conduzindo missões de transporte no Mar Mediterrâneo. A guerra terminou em 1945 e no ano seguinte o cruzador retomou sua rotina anterior de navio-escola, exercendo essa função tranquilamente até ser descomissionado em julho 1964. Foi desmontado em 1966.